# 石田頼房
石田 頼房（いした よりふさ、1932年〈昭和7年〉 -  2015年 11月4日） は、日本の都市計画学者。東京都立大学 (1949-2011)（首都大学東京）名誉教授。工学博士
都市計画の研究者で、とくに土地利用計画と都市計画史に詳しい。その学位論文『大都市周辺地域における散落状市街地化の規制手法に関する研究』（1960年）は、大ロンドン計画をモデルとして策定された第一次首都圏整備計画に採用されていたグリーンベルト構想に関して問題を指摘し、後の新都市計画法で採用される市街化区域と市街化調整区域の区域区分（線引き）の理論的根拠を提供することとなった。これらの業績によって、2004年に「日本における近代都市計画史の研究とその発展に尽くした功績」として日本建築学会大賞を受賞している。

## 略歴
- 1932年（昭和7年） : 東京都生まれ
- 1955年 : 東京大学工学部建築学科卒業
- 1961年 : 東京大学大学院建築学専攻博士課程修了
- 東京都立大学助教授、同教授、同都市研究所教授・所長、工学院大学教授などを経る
- 2015年（平成27年） : 死去

## 主な著書
- 『都市計画（都市問題講座７）』（共著）有斐閣、1966年
- 『建築線計画から地区計画への展開』（共著）東京都立大学都市研究センター、1984年
- 『日本近代都市計画の百年』自治体研究社、1987年
- 『日本近代都市計画史研究』柏書房、1987年
- 『都市農業と土地利用計画』日本経済評論社、1990年
- 『未完の東京計画』（編著）筑摩書房、1992年
- 『森鴎外の都市論とその時代』日本経済評論社、1999年
- 『日本近現代都市計画の展開』自治体研究社、2004年